# KV3
Pour les articles homonymes, voir KV3 (homonymie).
Situé dans la vallée des Rois, dans la nécropole thébaine sur la rive ouest du Nil face à Louxor, KV 3 est le tombeau d'un fils inconnu du pharaon Ramsès III de la XXe dynastie.
Cette tombe est de conception classique pour l'époque, organisée autour d'un axe droit. C'est un ostracon écrit en hiératique de l'époque de Ramsès III qui mentionne la création d'un tombeau pour un prince royal. Les égyptologues pensent que c'est probablement ce tombeau.
Il a la particularité d'être inachevé ce qui suggère que la tombe n'a jamais été utilisée. Certains ont suggéré qu'il était à l'origine destiné à être utilisé par le prince régent, le futur Ramsès IV, qui, une fois monté sur le trône, fit stopper les travaux de la KV3 et ordonna la construction de sa propre tombe (qui est la KV2).

## Description du tombeau
Le tombeau se trouve sur la voie principale, à proximité de l'entrée de la vallée des Rois, à côté du tombeau KV46 et en face de KV2. Il a été creusé dans le premier oued du sud-est de la vallée principale, à la base de la colline attenante.
En termes de conception, la KV3 suit de près celles utilisées pour les tombes de la XXe dynastie de la vallée des Reines, et ses dimensions, relativement modestes, correspondent bien à l'idée que ce tombeau était destiné à un prince royal plutôt qu'à un pharaon. Ainsi, le plan s'organise par une porte d'entrée ouverte (A) qui conduit à un couloir (B) à partir de laquelle on peut accéder à des chambres latérales (Ba) et (Bb). Seule celle du sud (Bb) a été entièrement creusée. La chambre (Ba) n'est qu'à peine excavée avec le début d'une porte et un côté. Une chambre à colonnade (F) suit ensuite l'axe principal et possède également des chambres latérales (Fa, Fb) mais seule la chambre nord (Fa) a été achevée, tandis que celle du sud (Fb) n'a qu'une porte à peine creusée. Dans le même axe principal, trois chambres annexes (G, H, J) occupent l'arrière. Les deux premières ont des plafonds voûtés.
De manière plus détaillée :  
- La rampe d'entrée (A) fait 8,5 m de long sur 2,7 m de large. Sept marches descendent depuis l'entrée vers la porte (B). Un mur de soutènement récent a été érigé autour des côtés et des extrémités de la porte d'entrée. Une grille métallique a été installée dans la porte (B), recouvrant en partie les inscriptions sur les épaisseurs.
- Le couloir (B) fait 9,7 m de long sur 2,7 m de large pour 3,1 m de haut. Il y a une niche rectangulaire qui marque le début d'une chambre (Ba) inachevée sur le mur nord, tandis qu'une porte mène sur la paroi opposée à la chambre (Bb).
  - La porte (Ba) fait 1,85 m de long sur 1 m de large pour 1,2 m de haut. Cette porte est partiellement creusée et aurait conduit à une chambre annexe qui n'a jamais été excavée, preuve de l'abandon du chantier.
  - La chambre (Bb) fait 4,66 m de long sur 3,1 m de large pour 2,1 m de haut. Elle se situe au sud du corridor (B). Il est impossible de déterminer si elle a été décorée.
- La chambre hypostyle principale (F) fait 7,7 m de long sur 6,8 m de large pour 3,1 m de haut. La décoration a été complètement perdue. Quatre piliers de 1 m de côté sur l'axe central. La porte (Fb) au centre de la paroi sud est à peine excavée dans le but de créer une chambre latérale qui finalement ne sera jamais réalisée. Il y a des traces de réparations anciennes au plafond.
  - La chambre (Fa) fait 4,57 m de long sur 3,16 m de large pour 2 m de haut. La chambre se trouve au nord de la chambre hypostyle (F). Il n'y a aucune trace de décoration.
  - La porte (Fb) fait 1,45 m de long sur 1 m de large et 1 m de haut. Elle est simplement ébauchée, montrant que l'on projetait de créer une chambre symétrique à la chambre (Fa).
- Passé cette salle, sur le même axe que le couloir, on découvre trois autres chambres annexes (G), (H) et (J) qui se suivent dans l'axe principal. Les deux premières ont des plafonds voûtés. Ces plafonds voutés suggèrent leur vocation de chambre funéraire.
  - La chambre (G) fait 6,15 m de long sur 2,89 m de large pour 3 m de haut. Elle est très large mais peu profonde. Elle a un plafond voûté. Sa voûte est assez inhabituelle car son inclinaison est de 90°. Il n'y a pas de traces qui subsistent de la décoration. Le plafond est noirci par la suie.
  - La chambre (H) fait 5,8 m de long sur 3 m de large pour 3,1 m de haut et est très large mais peu profonde. Elle a un plafond voûté. Il n'y a pas de traces de décoration. Cette voûte fait 90° ce qui est inhabituel par rapport aux voûtes traditionnelles retrouvées dans les autres tombes.
  - La chambre (J) fait 4,25 m de long sur 2,72 m de large pour 2,56 m de haut. Il n'y a aucune trace prouvant qu'elle ait été décorée.

## Décoration
La décoration est en relief peint sur du plâtre mais elle est parcellaire et très abimée. On n'en trouve que sur la longueur et les portes de chaque extrémité du couloir (B) et sur les murs de la chambre (F). On y discerne des éléments du livre des Litanies de Rê.
Ainsi, sur les murs du couloir (B), on peut voir trois scènes. D'abord Ramsès III suivi par d'un prince non identifié III face à une divinité. Sur le mur nord, Ptah et Osiris sont représentés. Le mur sud présente Rê-Horakhty et Thot. Au sommet de chaque côté du couloir se trouve une frise de cartouches de Ramsès III et d'uraei. La décoration de mur de plâtre peint est presque entièrement tombée, sauf près du plafond dans le couloir (B). Des traces de fumée liées à la récente combustion de déchets ont malheureusement endommagé le plafond de ce corridor.
On pense que davantage de choses existaient avant mais disparurent car Karl Lepsius a noté des traces de peinture sur les plafonds des chambres voûtées et mentionne des cartouches et des images de Ramsès III sur les murs du corridor (B) et des portes (B) et (C) lorsqu'il avait visité le tombeau dans les années 1840. 
Aujourd'hui la décoration est en très mauvais état de conservation.

## Histoire
On a retrouvé un ostracon en hiératique et conservé aujourd'hui à Berlin qui nous apprend que dans la 28e année du règne de Ramsès III, le pharaon a envoyé une équipe d'artisans pour « trouver [l'emplacement de la tombe] d'un vrai fils de Sa Majesté ». Cela indique que le projet concernait un prince. Mais son identité reste mystérieuse.
On n'a pas retrouvé de sarcophage en pierre. Si le tombeau concerne un prince, cela pourrait être normal car seul un pharaon disposait du privilège d'être inhumé dans un sarcophage de pierre. Mais on ignore quel prince aurait été suffisamment important pour recevoir le privilège d'être inhumé dans la vallée des Rois. Certains évoquent le fameux Pentaour, fils héritier de Ramsès III, qui complota pour assassiner ce dernier. D'autres pensent au futur Ramsès IV qui, une fois devenu pharaon, abandonna le tombeau pour construire une autre tombe (la KV2). Mais tout cela reste des hypothèses qu'aucun élément tangible ne vient confirmer.
Très tôt pillée, cette tombe fut ouverte et visitée depuis l'Antiquité. Cela explique en partie son très mauvais état de conservation.
Au cours de la période byzantine, le tombeau a été utilisé comme chapelle chrétienne comme l'indiquent des briques rajoutées et des restes de colonnes de grès.

## Fouilles
La nomenclature de cet hypogée a varié au cours du temps. Elle a été successivement désignée comme le « Ier tombeau à l'est » par les savant de l'expédition d'Égypte, puis « Tombe 5 » par Champollion, « Tomb P » par James Burton, « HL3 » par Robert Hay et « LL3 » par Karl Richard Lepsius avant d'acquérir définitivement son numéro actuel KV3.
Bien que très connue et ouverte depuis l'Antiquité, la tombe n'a été correctement fouillée qu'en 1912 par l'archéologue Harry Burton, financé par l'avocat américain Theodore Monroe Davis.
Les campagnes de fouilles furent les suivantes : 
- 1737-1738 : Richard Pococke : cartographie / planification
- 1825 : James Burton : cartographie / planification
- 1828-1829 : Expédition franco-toscane : épigraphie
- 1844-1845 : Karl Richard Lepsius : Visite
- 1904-1906 : Edward Russell Ayrton et James Edward Quibell : fouille menée autour de l'entrée
- 1912 : Harry Burton : fouille

## Plans et photos

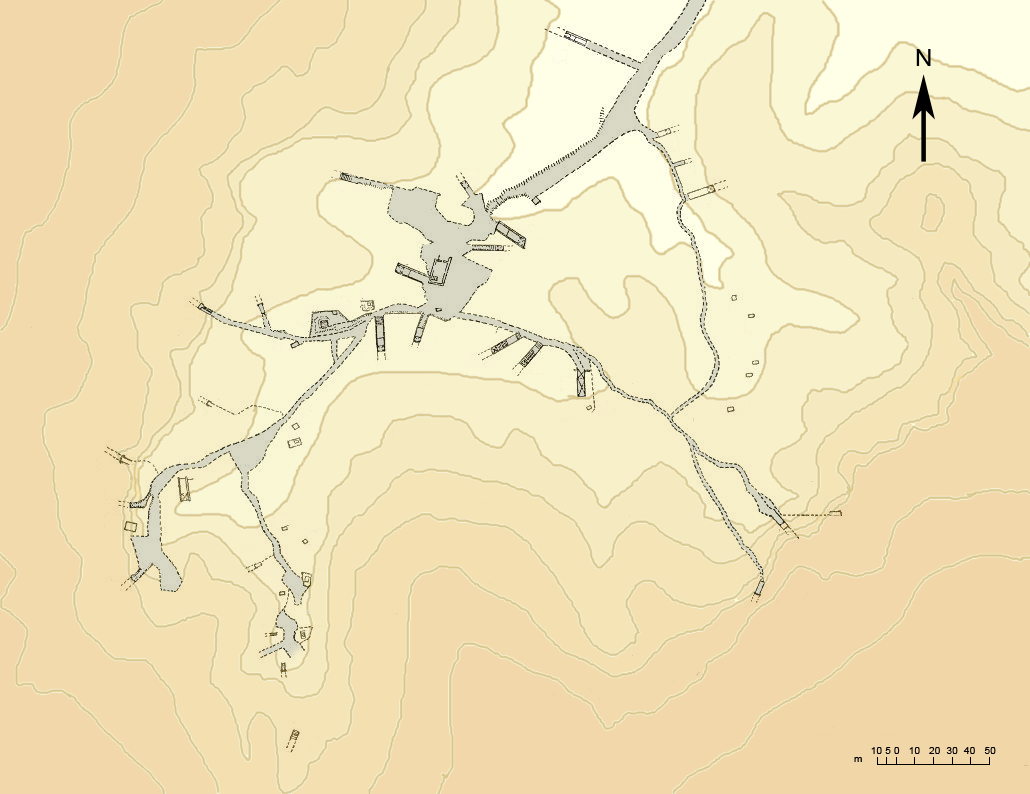
Plan de situation de la vallée des Rois.
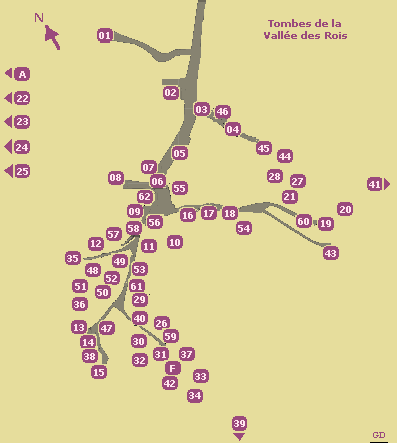
Localisation des tombeaux.
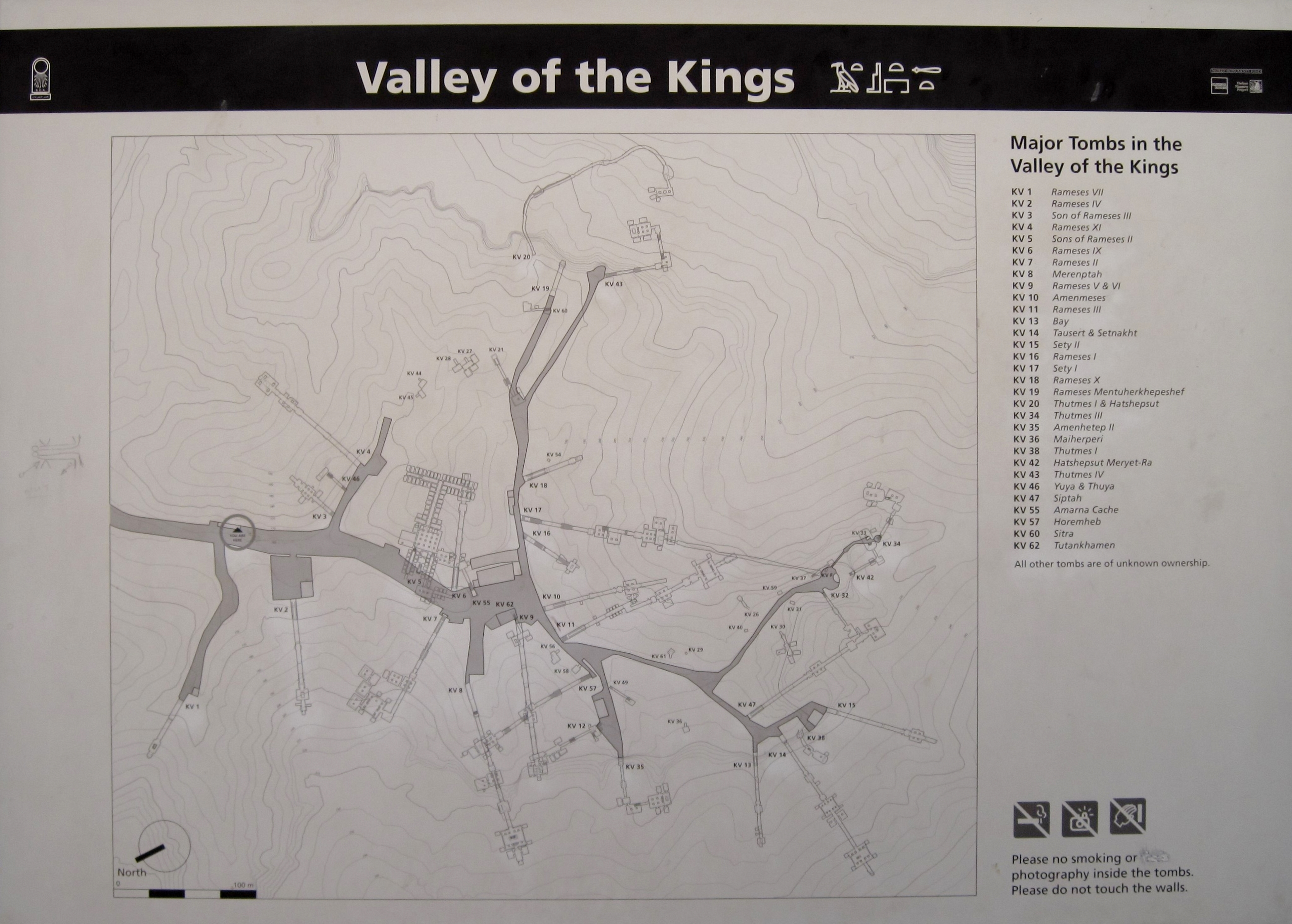
Carte détaillée de la vallée.
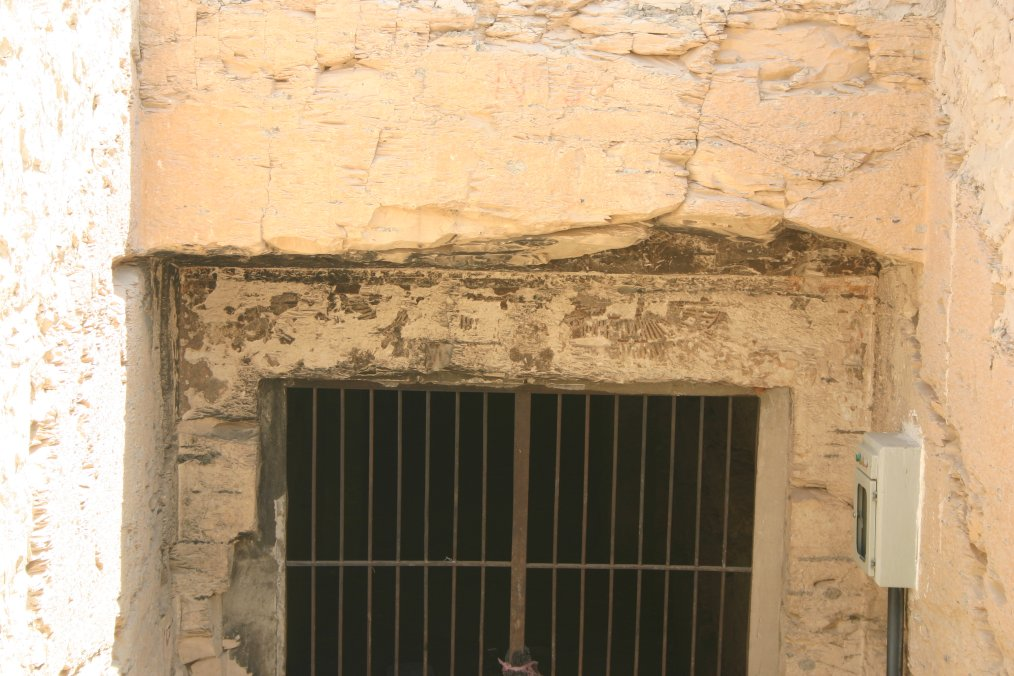
Entrée du tombeau.